# Andes Talleres Sport Club
El Andes Talleres Sport Club es un club deportivo de la ciudad de Godoy Cruz, en Mendoza (Argentina), fundado el 9 de julio de 1933.
Su equipo de fútbol juega como local en el estadio Ingelmo Nicolás Blázquez, que tiene una capacidad aproximada para albergar a 10 000 espectadores, inaugurado el 25 de mayo de 1962 con la disputa de un cuadrangular contra Boca Juniors, Godoy Cruz Antonio Tomba y un combinado mendocino.
Su clásico rival es el Club Deportivo Godoy Cruz Antonio Tomba, con quien disputa el «clásico de potrerito», el cual no se disputa a nivel profesional desde 1993. El historial se mantiene a favor del «bodeguero» en una ventaja de 5 partidos.

## Historia

### Fundación
El Andes Talleres Sport Club, surge oficialmente el 9 de julio de 1933, cuando por asamblea de socios se ratifica la fusión de los clubes Traccion y Talleres y Andes Sport.
La historia comenzó el 12 de febrero de 1919, cuando un grupo de empleados de la sección Tracción y Talleres del Ferrocarril Central Pacífico, decidió fundar el Club Atlético Tracción y Talleres. Tras su afiliación a la Unión Mendocina de Fútbol, en 1921 refuerza su masa societaria al absorber al Club Trasandino, formado por obreros del Ferrocarril Trasandino.
El 1 de febrero de 1932, un grupo de empleados de la Cervecería Andes decide formar el Andes Sport Club, con el objetivo de participar en la Unión Mendocina de Fútbol. Sin embargo, a poco de cumplir su primer año, dirigentes de este club comienzan tratativas con los dirigentes de Tracción y Talleres, para formalizar una fusión. La misma finalmente se concretó el 1 de enero de 1933 y terminó de establecerse con la firma del acta fundacional, el 9 de julio de 1933, por la cual quedó instituido, el Andes Talleres Sport Club.

### Hitos en Liga Mendocina
- 1946: Andes Talleres logra su primer título de Liga. Su figura destacada fue «Héctor Flamant».[3]
- 1955: la institución logra su segundo título liguero.[4]
- 1956: el Azulgrana obtiene su tercer título de liga teniendo como figura destacada a «Pastor Acosta Barreiro».[5]
- 1962: el club desciende a la Primera B de la Liga Mendocina de Fútbol.
- 1964: después de dos años el Matador gana la Primera División B de la Liga y asciende a la Primera A de la misma.
- 1971: obtuvo un nuevo título después de 15 años de la mano de «Pastor Acosta Barreiro» como director técnico.[6]
- 1973: desciende nuevamente a la Primera B de la LMF.
- 1978: gana por segunda vez la Primera B de la Liga y asciende nuevamente a la Primera A de esta.
- 2021: después de 50 años, Talleres vuelve a consagrarse campeón de la LMF.[7]

### Torneos de ascenso
Después de competir por varias temporadas en el Torneo del Interior haciendo campañas destacadas, en 2012 es invitado al Torneo Argentino B por el Consejo Federal, debido a que este último decide reformular el torneo con la conformación de zonas, que impliquen una verdadera regionalización del mismo, con una forma de disputa más apropiada deportiva y económicamente. Por lo que la institución Azulgrana pasa a integrar la zona de mendocinos junto con Gimnasia y Esgrima, Guaymallén, Huracán Las Heras y San Martín (quienes ya se encontraban en dicho torneo) y Gutiérrez, Huracán de San Rafael y Pacífico (quienes también fueron invitados). Entre 2009 y 2012 fue uno de los (clubes mendocinos más destacados en el Torneo del Interior. Se destaca como su máxima goleada un impresionante 11 a 0 en su estadio ante Fernández Álvarez (Tunuyán) en el marco de la fase de grupos del Torneo del Interior 2009. Su gran infraestructura fue uno de los pilares que llevó a que el Consejo Federal de AFA lo invite para disputar el Torneo Argentino B 2012/2013, sumado a sus muy buenas campañas futbolísticas. Sin embargo los resultados no acompañaron a las virtuosidades del club durante dicho campeonato y ahora deberá disputar el Torneo del Interior 2014, tras su reciente descenso, en el que finalizó último en el Grupo C detrás de los también descendidos Sportivo Atenas (Río Cuarto) y Huracán Las Heras.

### Torneo del Interior 2009
Culminó el Torneo como el segundo mejor equipo de la provincia con 23 puntos, detrás de Huracán Las Heras (30). Integró el grupo 16 del campeonato, junto con Fernández Álvarez (Tunuyán), al que venció 5 a 0 en Tunuyán y 11 a 0 en su estadio; Huracán (San Rafael), con quién igualó en un gol en su estadio y perdió 2 a 1 en el Estadio Prettel Hermanos, en San Rafael y con Gutiérrez Sport Club, con quien igualó sin goles en Maipú y luego derrotó en el Nicolás Vlazquez por 2 a 1. De esta forma ocupó el primer lugar del grupo, accediendo a los 32.os de final, en donde venció 2 a 1 e igualó 1 a 1 en la vecina provincia puntana frente a Deportivo La Punta (San Luis). En los 16.os de final le ganó 2 a 0 (v) y 3 a 1 a Jorge Newbery (Villa Mercedes). En los Octavos de final fue eliminado a manos de Unión (Villa Krause) luego de igualar en ambos partidos (tanto 1 a 1 en Mendoza como en San Juan) y caer en la definición por penales por 3 a 1.

### Amistoso vs. AC Milan (ITA)
El 7 de junio de 1979, Andes Talleres jugó un amistoso con el AC Milan de Italia, al cual le ganó por 3-2. En ese partido hubo invitados especiales como Roberto Perfumo. Las figuras azulgranas destacadas de ese partido fueron Miguel Ángel Mulet, Carlos Quiroga y Tomás Felipe «Trinche» Carlovich.

## Instalaciones
El estadio Ingelmo Nicolás Blázquez, propiedad de Andes Talleres, es un estadio de fútbol ubicado en el departamento de Godoy Cruz de la provincia de Mendoza, Argentina. Tiene una capacidad para albergar a 10 000 personas.
Es uno de los más destacados por la buena visibilidad del campo y seguridad, fue inaugurado el 25 de mayo de 1962, el cual Talleres se enfrentó en el inaugural ante Boca Juniors.
Anteriormente, en 1949, se inauguró en el club, la pileta más grande y moderna de la provincia, ya que era la única que contaba con una sala de máquinas con un sistema de filtros y mantenimiento que las demás piletas no tenían en esa época.
En 1965, se inauguró la primera cancha de mini-básquet del país, que en aquellos tiempos se lo denominaba Biddy Básquet.
En 1967, se inauguraron 4 canchas de tenis de primer nivel, totalmente iluminadas.
En 1970, se inauguró la biblioteca.
El 9 de julio de 1970, para celebrar el 37.º aniversario del club, se inaugura el Estadio Cubierto, sede de grandes eventos deportivos y culturales, la instalación fue inaugurada bajo la presidencia institucional de Héctor Amílcar Robles.
La primera escuela de verano se realizó en el año 1971.
También debemos destacar la compra del refugio de Vallecitos para el desarrollo de los deportes de montaña que en esos momentos contaba el club.
Las últimas obras realizadas por diferentes CD de Andes Talleres de los últimos 25 años son:
- La instalación del gas natural para proveer de agua caliente y calefacción a los camarines del estadio cubierto, inaugurada en el 2001.
- La construcción de un pozo de agua, el cual se utiliza para el llenado de la pileta y el riego de la cancha de fútbol y el campin, inaugurado el 9 de julio de 2005.
- Remodelación de la playa de sstacionamiento y techado de la misma, inaugurada en 2007. En la temporada 2012/2013 se asfaltaron las calles y se adoquinaron los estacionamientos.
- Construcción de 2 Gimnasios, uno de Musculación, con maquinaria de última generación y uno de aerobics con pisos de parqué flotante de 200 m² cada uno, con baños y duchas independientes, inaugurado en diciembre de 2006.
- Remodelación del estadio cubierto, se cambiaron 1500 m² de chapa con aislamiento termo-acústico, se instaló el piso de parqué flotante y se remodeló totalmente la iluminación, inaugurándose en marzo de 2007.

Parquizamiento e iluminación del campin de 10 000 m², con farolas a lo largo y ancho del mismo. Se construyó e inauguró en el 2011 una moderna fuente con cascadas e iluminada con luces de led de colores que varían continuamente.
- Se construyeron 3 playones deportivos de más de 2000 m² para hockey sobre patines, futsal y básquet con su correspondiente iluminación y tableros electrónicos.

## Afición
La barra brava de Andes Talleres se la denomina como «Los Gauchos Azulgrana».
Durante el principio del fútbol mendocino, la afición azulgrana fue una de las populares de la provincia; una encuesta realizada por el desaparecido vespertino «La Libertad» de la década de 1940, posicionó a Talleres en el 5.º puesto del ranking de registrados, superado por su rival Godoy Cruz A.T., Independiente Rivadavia, Gimnasia y Esgrima y San Martín, en ese orden.
Su popularidad quedó relegada, debido al poco protagonismo que tuvo el equipo tallarín desde la década de 1970 hasta hoy; una encuesta de Diario Uno del 2013 posicionó a Talleres en el 9.º entre clubes mendocinos, posición que comparte con varios clubes coprovincianos.

## Clásicos

### Clásico de potrerito

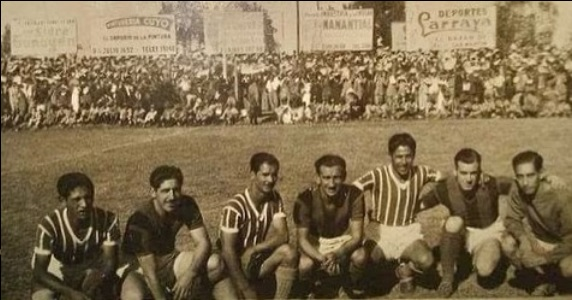
Jugadores de Godoy Cruz y Andes Talleres posando para foto en conjunto, década de 1930.

La rivalidad entre Andes Talleres y Godoy Cruz Antonio Tomba comenzó en 1933 y durante mucho tiempo, fue una de las más destacadas de Mendoza, y el segundo clásico departamental más importante de la provincia —después del Clásico mendocino—. El «Clásico de Potrerito» —como se lo denomina— no ha alcanzado otras distancias más que las competencias de la «Liga Mendocina», debido al progreso futbolístico de Godoy Cruz y la debacle de Andes Talleres.
El primer encuentro oficial se disputó el 18 de junio de 1933, fue victoria de Andes Talleres con goleada 6-1. La victoria más abultada de Godoy Cruz fue en 1967 por 5-0, en condición de visitante; mientras que la mayor goleada del Matador fue en 1953 por 8-1, siendo hasta ahora, la más exuberante del clásico.
El último encuentro disputado entre ambos fue el 8 de mayo de 1993, con victoria del Tomba 2-0, de visitante, de ahí hasta la fecha no se disputó un clásico más a nivel profesional.
La razón por la que se instaura esta rivalidad es que ambos son de la ciudad de Godoy Cruz y, además, se ubican en barrios cercanos, habiendo algo menos de un kilómetro y medio de distancia entre los estadios de uno y otro. Asimismo y debido a sus orígenes, cada uno representa un sector de la industria de la bebida, ya que mientras Godoy Cruz representa al vino, por el origen de una de sus partes en las bodegas Antonio Tomba, Andes Talleres representa a la cerveza, por similar situación, pero teniendo parte de su origen en la Cervecería Andes.
Disputaron 132 partidos, 46 victorias del «Matador» (199 goles), 51 del «Tomba» (224 goles) y 35 empates.

## Datos del club
- Temporadas en Primera División: 0
  - Participación en el Campeonato Nacional: 0.
- Temporadas en Segunda División: 1 
  - Participación en el Torneo Regional: 1 (1983).
- Participación en Copas Nacionales:2
  - Participación en Copa Argentina: 2 (2011 y 2013)

## Jugadores

### Plantel 2023/24
- Actualizado al 12 de Junio de 2024

## Palmarés

### Torneos Regionales
- Primera División de LMF (5): 1946, 1955, 1956, 1971, 2021.[12]
- Subcampeón de la Primera División de LMF (7): 1935, 1954, 1982, 2000, 2009, 2011, 2020.
- Segunda División de LMF (7): 1964, 1974, 1978, 1988, 1992, 1996, 2016-C.
- Copa Competencia: 1927.
- Torneo Preparación de LMF: 1946.

### Torneos Nacionales
- Subcampeón de la Quinta División de AFA (1): 2015.

## Otras disciplinas

### Hockey sobre patines
Es uno de los deportes más emblemáticos qué posee el club, comenzó a desarrollarse en 1942, el primer equipo estaba integrado por: R. Bustamante, J. Otón, A. Domínguez, A. Posca, F. García, A. Baudino, I. López, S. Nasi, F. Ortega, H. Di Giulio, E. Puntons y cómo delegado el Sr. Narciso Galar.
A obtenido logros a nivel provincial, nacional e internacional.
Varios de sus jugadores han formado parte de las selecciones mendocinas en categorías inferiores y sénior, a nivel nacional ha aportado un número de jugadores a la selección de Argentina de júnior y sénior, participando en torneos sudamericanos, panamericanos y mundiales, en donde podemos destacar a los campeones del Mundo, Julio César Briones, campeón del Mundo 1978 en San Juan (Argentina), y a Alejandro Lupiañez en 1999, Reus (España).
Algunos de sus jugadores han jugado de diferentes clubes de Europa donde han tenido una destacada actuación.
Fue el primer club mendocino en ganar la Liga Nacional A1 en el año 2012.

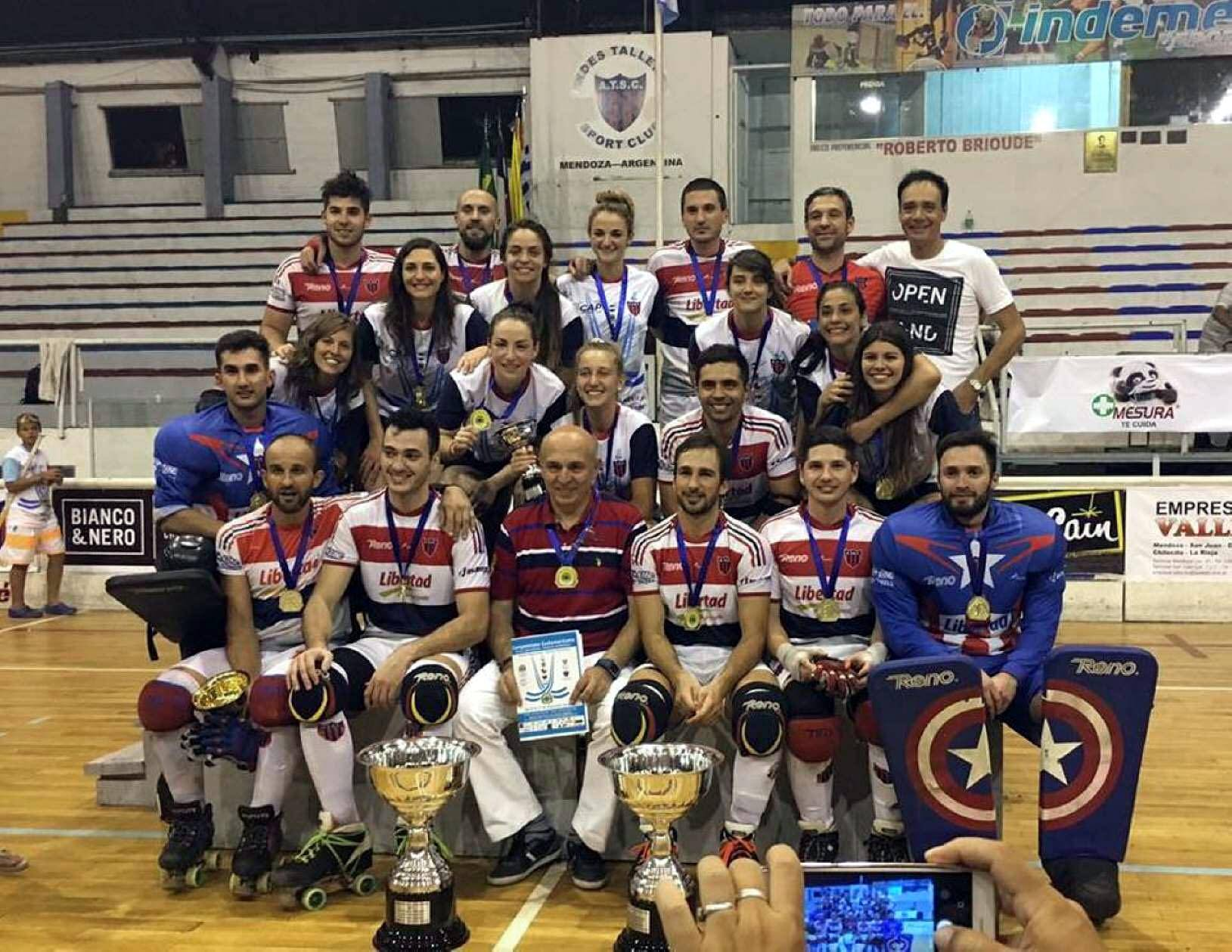
Campeones Sudamericanos 2016

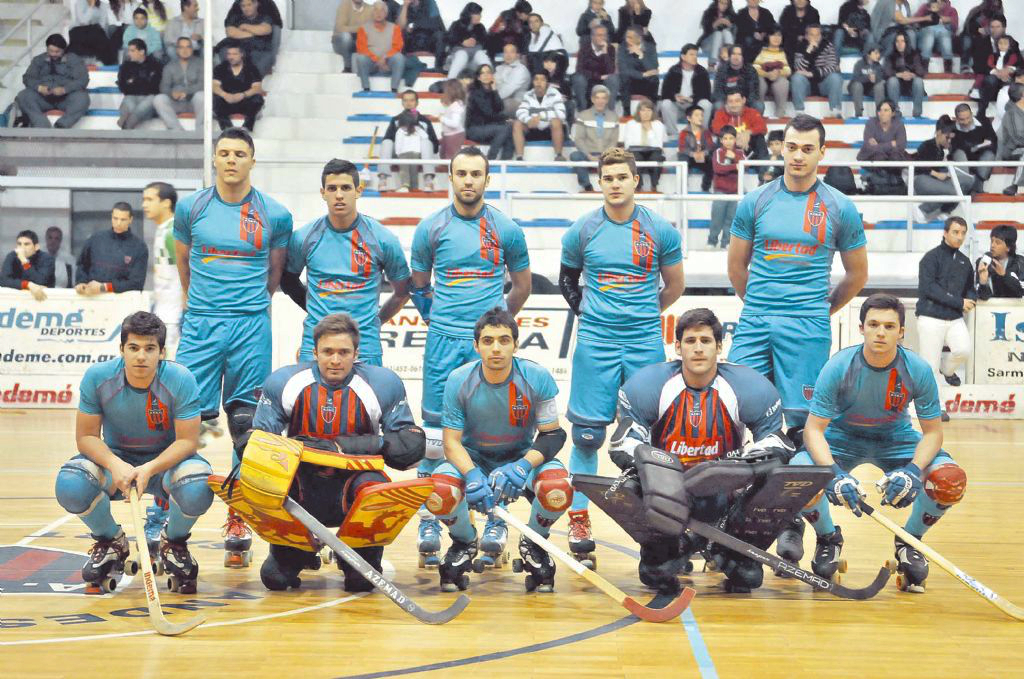

Es el actual Campeón Sudamericano de Clubes 2016 en sus dos ramas (masculina y femenina).

### Básquet

#### Básquet femenino
Las figuras destacadas en el año 1970 Vicky Matos 1971 Norma Sarmiento Obtienen el Campeonato Mendocino de Reserva
- Campeonas Mendocinas 1957-58-59-60
- 1961 Torneo Gran Mendoza Hilda Herrera capitana
- 2016 Campeonas Torneo Apertura, Torneo Clausura y Final anual.

#### Básquet masculino
Comenzó la Actividad en torneo en 1942.
- 1960-61: Campeones Consecutivos Luis Armendáriz
- 1965-66-67-68: Campeones 1 División
- 1969: Campeones Figura Nena
- 1970: Campeones Luis Armendáriz DT Pedro Batiz
- 1971: Campeones en el Torneo Ana de Castellani
- 1972: Campeones en el Torneo Giuberty
- 1977: Campeones; destacado: Briude Roberto
- 1978: Campeones en el Torneo Rodolfo Pedemonte Díaz -Álvaro
- 1979: Torneo semana Federativa - Estalles
- 1979: Torneo Asociación Mendocina Luis Armendáriz
- 1980: Torneo Ferrer DT Carra
- 1980: Torneo Antonio Aguirre y Ana de Castellani
- 1980: Torneo Federativo Sandez
- 1982: Torneo Clausura Armendáriz Marcelo
- 1982: Campeones Mendocinos

### Futsal
|                                                                                    |
| El plantel de fútsal del «Azulgrana» que logra el Campeonato Sudamericano en 2013. |